# Liste der Biografien/Wolc
Liste der Biografien |
Portal Biografien |
Personensuche
# |
A |
B |
C |
D |
E |
F |
G |
H |
I |
J |
K |
L |
M |
N |
O |
P |
Q |
R |
S |
T |
U |
V |
W |
X |
Y |
Z |
?
 
Wa |
Wc |
Wd |
We |
Wh |
Wi |
Wj |
Wl |
Wn |
Wo |
Wr |
Ws |
Wt |
Wu |
Ww |
Wy |
Wz
 
Woa |
Wob |
Woc |
Wod |
Woe |
Wof |
Wog |
Woh |
Woi |
Woj |
Wok |
Wol |
Wom |
Won |
Woo |
Wop |
Wor |
Wos |
Wot |
Wou |
Wov |
Wow |
Wox |
Woy |
Woz
 
Wola |
Wolb |
Wolc |
Wold |
Wole |
Wolf |
Wolg |
Wolh |
Woli |
Wolj |
Wolk |
Woll |
Wolm |
Woln |
Wolo |
Wolp |
Wolr |
Wols |
Wolt |
Wolv |
Woly |
Wolz
Die Liste der Biografien führt alle Personen auf, die in der deutschsprachigen Wikipedia einen Artikel haben. Dieses ist eine Teilliste mit 24 Einträgen von Personen, deren Namen mit den Buchstaben „Wolc“ beginnt.

## Wolc

### Wolca
- Wolcan Olano, Pedro Ignacio (* 1953), uruguayischer Geistlicher, römisch-katholischer Bischof von Tacuarembó

### Wolck
- Wölck, Rikke (* 1954), dänische Schauspielerin
- Wölcken, Fritz (1903–1992), deutscher Anglist, Hochschullehrer, Übersetzer und Autor
- Wölcken, Kurt (1904–1992), deutscher Geophysiker, Meteorologe und Polarforscher
- Wolcker, Gabriel, deutscher Maler des Hochbarock in Oberschwarzach (Unterfranken)
- Wolcker, Johann Georg (1700–1766), deutscher Kirchenmaler
- Wolcker, Johann Georg der Ältere, deutscher Maler des Frühbarock
- Wolcker, Johann Michael († 1784), deutscher Maler des Hochbarock in Würzburg
- Wolcker, Matthias (1704–1742), deutscher Maler des Hochbarock in Dillingen an der Donau
- Wölckern, Martin Carl Wilhelm von (1755–1832), deutscher Jurist, Heraldiker und Genealoge

### Wolco
- Wolcot, John (1738–1819), englischer Satiriker
- Wolcott, Charles (1906–1987), US-amerikanischer Musikdirektor, Komponist und Filmkomponist
- Wolcott, Christopher (1820–1863), US-amerikanischer Jurist und Politiker
- Wolcott, Edward O. (1848–1905), US-amerikanischer Politiker
- Wolcott, Fred (1915–1972), US-amerikanischer Hürdenläufer
- Wolcott, Jesse P. (1893–1969), US-amerikanischer Politiker
- Wolcott, Josiah O. (1877–1938), US-amerikanischer Jurist und Politiker (Demokratische Partei)
- Wolcott, Marion Post (1910–1990), US-amerikanische Dokumentarfotografin
- Wolcott, Oliver (1726–1797), Gründervater der USA
- Wolcott, Oliver junior (1760–1833), US-amerikanischer Politiker
- Wolcott, Roger (1679–1767), Weber und Politiker aus Connecticut
- Wolcott, Roger (1847–1900), US-amerikanischer Politiker

### Wolcz
- Wolcz, Nikolaus (* 1944), rumänisch-deutscher Theaterregisseur, Choreograph und Schauspieler
- Wołczaniecki, Sergiusz (* 1964), polnischer Gewichtheber